# Clausura

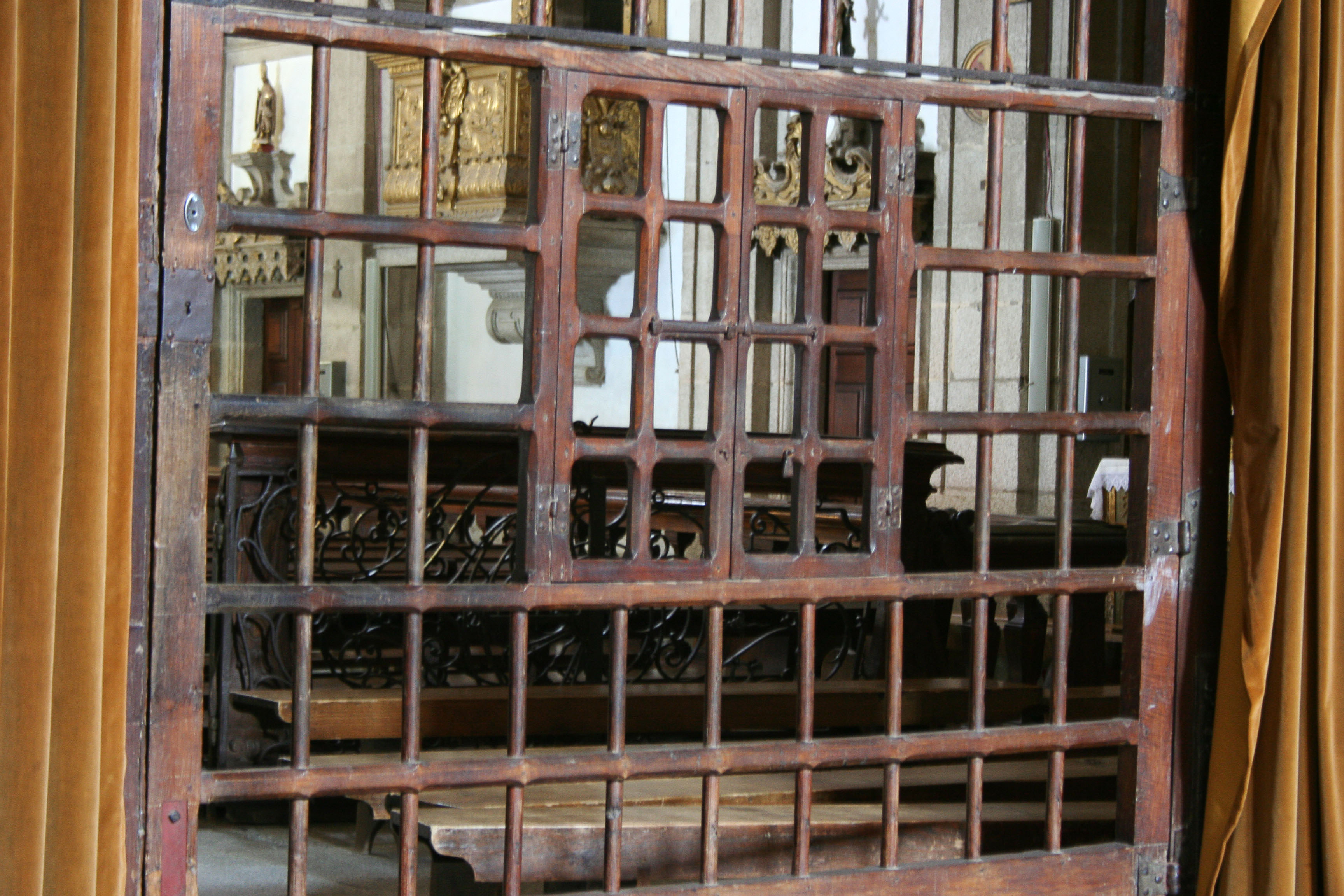
Cancello che delimitava la clausura nell'antico monastero di Arouca (Portogallo)

La clausura (dal latino claudere, "chiudere") è il complesso di luoghi che in una casa religiosa sono riservati alla comunità; il termine indica anche il complesso di norme che regola l'ingresso e l'uscita dei religiosi e degli estranei a questi ambienti.
Esistono due tipi di clausura: la clausura "papale" (ovvero conforme alle norme dettate dalla Santa sede) riguarda i monasteri di monache interamente dedite alla vita contemplativa; la clausura "costituzionale" (cioè disciplinata dalle costituzioni) adatta all'indole dei singoli istituti.
Per gli uomini la clausura è passiva, ossia non consente l'ingresso delle donne. Per le donne, invece, è attiva e passiva, vale a dire che è proibito sia l'ingresso in monastero degli esterni, sia l'uscita delle monache. Tuttavia il vescovo diocesano può, in caso di necessità, permettere che le monache escano dalla clausura per il tempo strettamente necessario.
Nel linguaggio ecclesiastico, il termine clausura indica, materialmente, uno spazio chiuso per il ritiro religioso, e formalmente, le regole sull'entrata ed uscita dei religiosi e dei visitatori.

## Diffusione
Al 2023 ci sono 4.500 monache di clausura in Italia e 34mila nel mondo.